# Bangkok Challenger 1998
Il Bangkok Challenger 1998 è stato un torneo di tennis facente parte della categoria ATP Challenger Series nell'ambito dell'ATP Challenger Series 1998. Il torneo si è giocato a Bangkok in Thailandia dal 2 all'8 marzo 1998 su campi in cemento.

## Vincitori

### Singolare
Leander Paes ha battuto in finale  Gouichi Motomura con il punteggio di 6–4, 7–5

### Doppio
Peter Tramacchi /  Kevin Ullyett hanno battuto in finale  Gábor Köves /  Attila Sávolt con il punteggio di 6–4, 6–3